# Sachprogramm
Ein Sachprogramm wird in österreichischen Bundesländern vor allem zu Bereichen wie Tourismus, Abfallbeseitigung, Wohnungswesen und Industrie, Infrastruktureinrichtungen, Einkaufszentren, Sicherung von Rohstoffvorkommen oder für den Naturschutz erstellt. 
Dabei werden Standorte und Eignungszonen für die bestimmte Nutzungen oder Nutzungsbeschränkungen im überörtlichen Interesse ausgewiesen. Als Verordnung erlassen, sind diese für die Landesverwaltung und für die Gemeinden verbindlich. Als Konzept erlassen, sind diese nur für die Landesverwaltung verbindlich.
Beispiele:
- Sachprogramm "Siedlungsentwicklung und Betriebsstandorte im Salzburger Zentralraum"
- "Raumordnungsprogramm zur Sicherung und Verbesserung der Versorgung der Bevölkerung mit zentralen Einrichtungen" (Zentrale-Orte-Raumordnungsprogramm) in Niederösterreich
- "Entwicklungsprogramm für die Versorgungsinfrastruktur" in der Steiermark